# Сонет 103
Сонет 103 (англ. Sonnet 103) — один из 154 сонетов, написанных Уильямом Шекспиром и впервые опубликованных в 1609 году. Дата написания неизвестна, существуют разные гипотезы на этот счёт. Результаты компьютерного анализа говорят, что сонеты с 61-го по 103-й были написаны к началу 1590-х годов и после этого почти не редактировались, но не все исследователи с этим согласны. Возможно, Шекспир редактировал все сонеты до момента их публикации.
Предположительно первое издание не было авторизованным. Тем не менее начиная с 1711 года сонеты публикуются в той же последовательности, и учёные на основе изначальной нумерации раскрывают историю любовного треугольника, которая служит подтекстом для всего цикла.
103-й сонет относится к числу стихотворений, посвящённых другу: в них Шекспир обращается к не названному по имени молодому мужчине. Личность последнего остаётся загадкой, но в большинстве гипотез фигурируют Генри Ризли, 3-й граф Саутгемптон, и Уильям Герберт, 3-й граф Пембрук. В 103-м сонете, как и в трёх предыдущих, автор просит простить его за долгое молчание. Здесь использован мотив зеркала, которое показывает красоту друга лучше, чем стихи. Предположительно 103-й сонет связан со следующим, в котором друг поэта понял по своему отражению, что стареет.
Как почти все сонеты Шекспира (кроме 145-го), 103-й сонет написан пятистопным ямбом.